# ستيفن بي كوهن
ستيفن بي كوهن (بالإنجليزية: Stephen P. Cohen)‏ هو عالم سياسة ومؤرخ أمريكي، ولد في 1936، وتوفي في 27 أكتوبر 2019.

## وصلات خارجية
- ستيفن بي كوهن على موقع إن إن دي بي (الإنجليزية)